# Rosa Smith Eigenmann
Rosa Smith Eigenmann (Monmouth  8 de octubre de 1858 – San Diego 12 de enero de 1947) fue la primera mujer ictióloga estadounidense notable.  Comenzó publicando sola sus descubrimientos científicos, pero luego colaboró con su esposo Carl H. Eigenmann; como resultado, actualmente existen alrededor de 150 especies de peces acreditadas como "Eigenmann & Eigenmann".

## Biografía

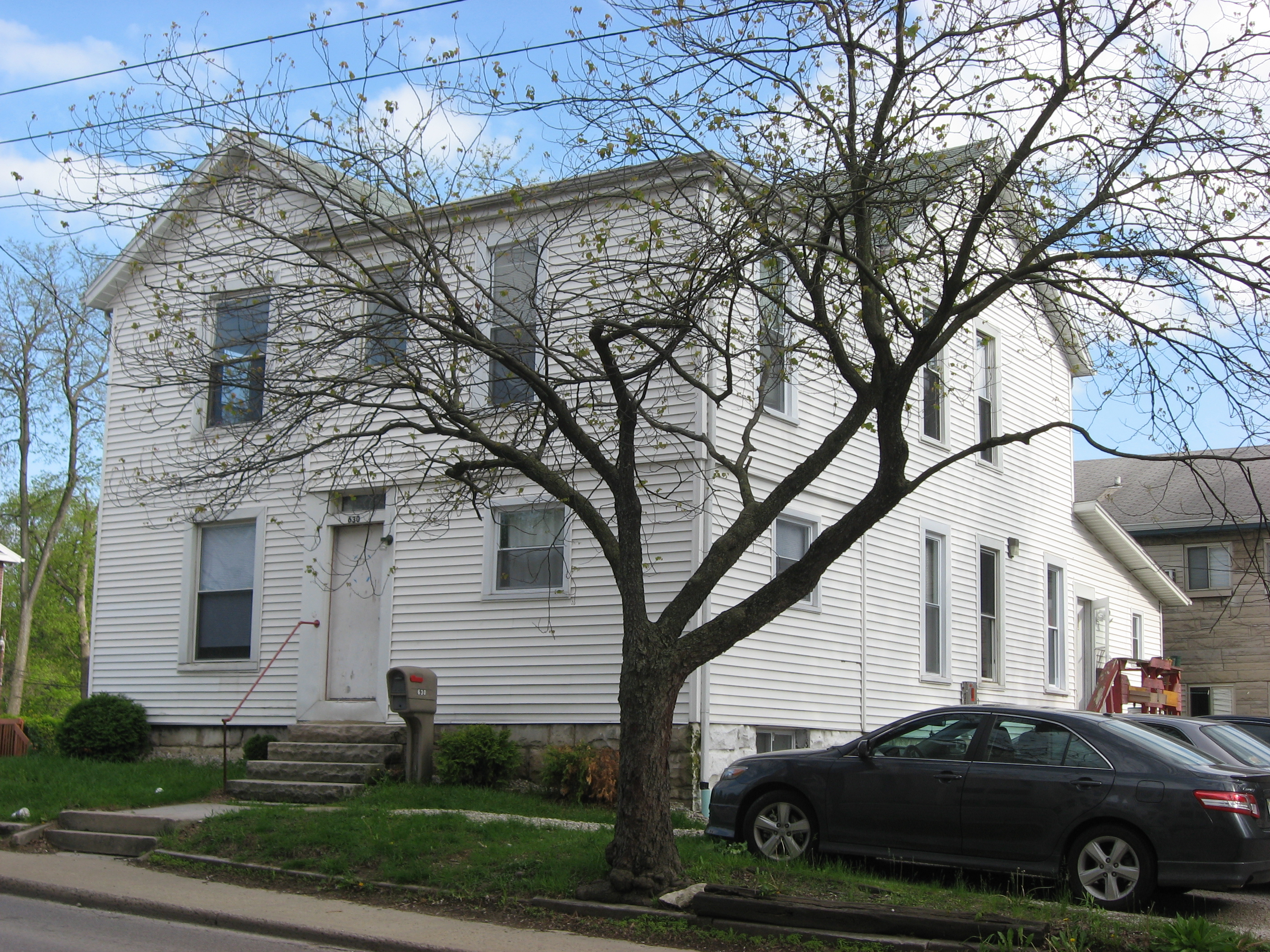
La casa de Eigenmann en Bloomington

Eigenmann nació en Monmouth, Illinois, siendo la última de nueve niños. Aunque su familia era originalmente de California, se habían mudado a Illinois para fundar un periódico, pero Rosa era frágil y de salud delicada, por lo que volvieron a California, estableciéndose en  San Diego en 1876. 
Después de asistir al colegio en Point Loma Seminary en San Diego, Rosa participó de un curso de cinco semanas en una universidad empresarial de San Francisco, siendo una de solo dos mujeres en la clase; la otra era Kate Sessions, quien se convirtió en una importante horticultora de San Diego, conocida como la "Madre del Parque Balboa".  Rosa estuvo interesada en la historia natural local desde una edad temprana y se unió a la Sociedad de Historia Natural de San Diego (Museo de Historia Natural de San Diego) en 1878 como miembro asociado.
David Starr Jordan visitó San Diego en 1879 y conoció entonces a Rosa Smith. En esa época, Rosa había descubierto al gobio ciego viviendo en cuevas debajo de la península Point Loma. Jordan quedó impresionado y la incentivó a estudiar junto a él en la Universidad de Indiana; Rosa pasó dos años allí, pero tuvo que regresar debido a una enfermedad de alguien de su familia. Mientras estuvo en Indiana, conoció al estudiante Carl Eigenmann y continuó en contacto con él mediante correspondencia después de su regreso a San Diego. Rosa y Carl se casaron en San Diego el 20 de agosto de 1887. Al momento de su boda, a la edad de 28 años, Rosa había publicado una lista de los peces de la zona de San Diego, había recibido el pedido del Instituto Smithsoniano de hacer una colección de las percas del área de San Diego y había publicado 10 trabajos científicos siendo única autora en Proceedings of the U.S. National Museum.
Inmediatamente después de su casamiento, los Eigenmanns partieron a la Universidad de Harvard, donde estudiaron colecciones y Rosa se convirtió en la primera mujer en asistir a una clase de nivel de grado en dicha universidad, estudiando botánica criptogámica con el profesor William Gilson Farlow. El matrimonio también publicó el primero de sus muchos trabajos en colaboración mientras se encontraban en Cambridge, incluyendo una revisión de 500 páginas de los bagres de América del Sur. Al regresar a California en 1889, establecieron una estación biológica en San Diego y continuaron sus estudios de los peces de la región. Ambos ocuparon puestos como curadores en la Academia de Ciencias de California.
Entre 1880 y 1893, Rosa publicó 37 trabajos científicos (12 como autora única y 25 como coautora, la mayoría junto a su marido). En 1895 fue presidente del Club Nacional de Ciencia de Mujeres, presentando una conferencia llamada "Las mujeres en la ciencia". Esta trató sobre la dificultad de dedicarse a la investigación siendo esposa y madre y sostuvo que las contribuciones de las mujeres a la ciencia deberían ser realísticamente evaluadas y apropiadamente señaladas como ciencia, no como ciencia "llevada a cabo por una mujer". Fue la primera presidenta mujer de Sigma Xi, una sociedad científica honoraria nacional.
Cuando Carl padeció una apoplejía en 1927, la familia regresó a San Diego. Después de la muerte de su marido en abril de ese año, Rosa se quedó en Coronado, California, pero ya no era científicamente activa. Murió el 12 de enero de 1947 en San Diego.